# Flinders Island, Tasmanien
Flinders Island är en ö i Australien. Den ligger i delstaten Tasmanien, i den sydöstra delen av landet, omkring 320 kilometer norr om delstatshuvudstaden Hobart. Arean är 1 340 kvadratkilometer. Den sträcker sig 61,8 kilometer i nord-sydlig riktning, och 49,9 kilometer i öst-västlig riktning.
Följande samhällen finns på Flinders Island:
- Whitemark
- Lady Barron

I omgivningarna runt Flinders Island växer i huvudsak städsegrön lövskog. Trakten runt Flinders Island är nära nog obefolkad, med mindre än två invånare per kvadratkilometer. Genomsnittlig årsnederbörd är 758 millimeter. Den regnigaste månaden är juli, med i genomsnitt 86 mm nederbörd, och den torraste är januari, med 30 mm nederbörd.